# Подорож до сьомої планети
«Подорож до сьомої планети» (англ. Journey To The Seventh Planet) — фільм режисера Сіднея Пінка, знятий e жанрі фантастики. Спільне виробництво Данії і США, вийшов на екрани в 1962 році.

## Сюжет
У 2001 році США відправляють пілотований космічний корабель на Уран. При посадці на планету невідома сила затуманює розум космонавтам, а коли вони отямлюються, то виявляють, що минуло досить багато часу, позаяк яблуко одного з космонавтів встигло згнити. Пізніше вони бачать, що місце приземлення оточене густими лісами, в яких один з них впізнає місце, де він провів своє дитинство. Космонавти з подивом виявляють, що у дерев немає коренів. Після того, як вони бачать яблучне дерево на тому місці, де секунду тому нічого не було, вони розуміють, що навколишня обстановка формується їх власним розумом. Пілоти відкривають кордони області преображення, за якою простягаються мляві пустки. На кораблі з'являються люди, які залишилися на Землі. Під час огляду околиць Урана за межами поля космонавти виявляють печеру, в якій знаходиться деяка субстанція, що є причиною всього, що відбувається з ними.

## У ролях
- Джон Агар — Капітан Дон Грахам
- Карл Оттосен — Ерік
- Пітер Монх — Карл

## Цікаві факти
За спецефекти відповідала данська сторона. Коли прокатники подивилися підсумковий результат, то визнали спецефекти дуже низькопробними, і в підсумку для американського прокату було вирішено перезняти всі відповідні сцени. За новий відеоряд відповідали два члени, які займаються спецефектами компанії «Project Unlimited», Джим Денфорт і Ва Чан. Дещо вони зняли самі (на кшталт одноокого щуроподібного монстра), дещо взяли з інших фільмів. Кілька кадрів були взяті з фільму «Грізна червона планета» (1959), а кадри з павуком, будучи в противагу фільму чорно-білими, — з фільму «Земля проти павука» (1958).